# Etihad Arena
El Etihad Arena (inicialmente conocido como Yas Bay Arena mientras estaba en construcción) es un estadio cubierto en Abu Dhabi, Emiratos Árabes Unidos, situado en el distrito de Yas Bay Waterfront de la isla de Yas. Diseñado por HOK, su capacidad es de 18000 espectadores y está gestionado por Flash Entertainment.

## Historia
En enero de 2020, los derechos de denominación del nuevo estadio se vendieron a Etihad Airways.
Inicialmente estaba previsto que se inaugurara en marzo de 2020, pero su apertura se retrasó debido a la cancelación de eventos relacionados con la pandemia de COVID-19 en Emiratos Árabes Unidos. Se inauguró en enero de 2021 y su primer evento fue UFC on ABC: Holloway vs. Kattar. La UFC había celebrado eventos de artes marciales mixtas en la isla de Yas a puerta cerrada en un acuerdo de burbuja conocido como "Fight Island"; este marcó el primer evento de la UFC en la serie para tener espectadores en una capacidad limitada.